# Oleg Pastier
Oleg Pastier (17. dubna 1952, Tekovská Nová Ves – 15. března 2018) byl slovenský básník, publicista, vydavatel a disident.

## Život
Narodil se v Tekovské Nové Vsi, dnes části obce Nová Dedina v okrese Levice. Absolvoval střední všeobecně vzdělávací školu v Nitře, kde až do maturity žil s rodiči. Jeho otec byl děkanem Pedagogické fakulty v Nitře (dnes součást UKF), odkud však musel v roce 1970 odejít poté, co se postavil proti vpádu vojsk Varšavské smlouvy v roce 1968. Tato událost dospívajícího studenta výrazně ovlivnila, normalizační společnost od té doby vnímal jako něco, co s jeho pohledem na svět není slučitelné. Získal špatný kádrový profil a pracoval v rozličných dělnických zaměstnáních.
Ve druhé polovině 70. let se v Bratislavě seznámil se skupinou otevřeně myslících lidí – Vladimírem Archlebem, Igorem Kalným, Jánem Budajem, Františkem Mikloškem, výtvarníky Milanem Bočkayem a Klárou Bočkayovou, Otisem Laubertem, Vladimírem Havrillou a dalšími umělci. V 80. letech začal v disentu získavat vydavatelské zkušenosti. Napřed se věnoval jednorázovým textům jako Solženicynova přednáška nebo esej disidenta Milana Šimečky, postupně se však u něho začalo shromažďovat stále víc prací, ke kterým se oficiálně nedalo dostat. Vydával je v samizdatových časopisech Kontakt, Fragment a Fragment K.
Během sametové revoluce stál u zrodu občanského hnutí Verejnosť proti násiliu (VPN), 19. listopadu 1989, po prvním protestním mítinku v prostorech Umělecké besedy v Bratislavě, se spolu s Martinem Šimečkou, Jánem Budajem a Milošem Žiakem zúčastnil setkání v bytě Jána Langoše, na kterém vznikl název hnutí.
Od března 1990 potom vydával dosud samizdatový časopis oficiálně, od roku 1992 pod názvem Fragment. Ve svém vydavatelství F. R. & G vydal i jeho knižní edici. Po roce 1990 spolupracoval s literárními časopisy Kultúrny život a Romboid. Pro Slovenský rozhlas vytvořil sérii 23 rozhlasových dokumentů pod názvem Rodinné striebro a rozhlasových relací Obuj sa a choď, Avantgardy, Európska poviedka a ďalších. Žil a tvořil v obci Dolný Bar nedaleko Dunajské Stredy.

## Dílo
Podle Literárního informačního centra

### Próza
- Spytovanie : (román) (2010, společné dílo Olega Pastiera a Ivana Kadlečíka, román koncipovaný z rozhovorů, textových fragmentů a korespondence)
- Krúženie : (fragmenty románu) (2014)

### Poezie
- Tieň Chamraj (1981, samizdat)
- Pavúčie hniezda (1982, samizdat)
- Plot (1992)
- Oko za zub (1995)
- Možno (2003)
- Album (2006)
- Haiku, haiečku, haiku zelený : sedemnásťslabičná antológia (2011)

### Rozhlasová tvorba
- Rodinné striebro (cyklus relací o významných osobnostech a událostech ve slovenské kultuře a historii 20. století)

### Publicistika
- Nezabúdanie (2004, kniha rozhovorů Olega Pastiera s Albertem Marenčinem)
- Z protiľahlého brehu (2008, kniha rozhovorů)
- Za ozvenou tichých hlasov (2011)
- Za ozvenou tichých hlasov II (2012)
- Za ozvenou tichých hlasov III (Príbeh Juraja Mojžiša) (2013)

## Ocenění
- 2008: Cena Prix Bohemia Radio, hlavní cena v kategorii „Rok osmičkových výročí“ za rozhlasový dokument Kropte![5]
- 2011: Prémie Literárního fondu v oblasti rozhlasu[2]
- 2012: Výroční cena Literárního fondu v oblasti rozhlasu[2]
- 2013: Cena Dominika Tatarky za rok 2012 za knihu Za ozvenou tichých hlasov II (päť scenárov, päť koláží)[6]
- 2013: Prémie Literárního fondu v oblasti rozhlasu[2]
- 2014: Biela vrana za dlouhodobý občanský a kulturní přínos i životní konzistenci[7]
- 2015: Cena Václava Bendy, pamětní medaile za svobodu a demokracii[8]
- 2016: Řád Ľudovíta Štúra II. třídy za mimořádné zásluhy o rozvoj demokracie, ochranu lidských práv a svobod a za literární a vydavatelskou činnost, propůjčený prezidentem SR Andrejem Kiskou[9]